# Norup (Mariagerfjord Kommune)
 For alternative betydninger, se Norup. (Se også artikler, som begynder med Norup)
Norup er en by i det nordlige Kronjylland med 242 indbyggere  (2025), beliggende 3 km øst for Assens, 5 km syd for Hadsund, 7 km nordvest for Havndal og 24 km øst for Hobro. Byen hører til Mariagerfjord Kommune og ligger i Region Nordjylland.
Norup hørte til Vindblæs Sogn, som 15. august 2011 blev lagt sammen med Falslev Sogn til Falslev-Vindblæs Sogn. Byen ligger 1½ km øst for Falslev Kirke og 2 km vest for Vindblæs Kirke.

## Faciliteter
Vindblæs Friskole er en Grundtvig-Koldsk skole med 154 elever, fordelt på 0.-9. klasse i ét spor, samt 30 børn i børnehaven Frimærket. Skolen har også SFO'en Fristedet.
Norup Forsamlingshus er bygget i 1934, men renoveret i de senere år. Der kan dækkes til 140 personer, og en lille sal kan bruges til buffet eller bar. Huset ejes af foreningen Norup og Omegns Kultur og Idrætsforening. Norup Gymnastik- og Ungdomsforening tilbyder fodbold, håndbold, gymnastik og badminton.

## Historie

### Jernbanen
Norup havde station på Randers-Hadsund Jernbane (1883-1969). I 1901 havde Norup også et andelsmejeri.
Stationsbygningen er bevaret på Norupvej 53. En 8 km lang sti følger banetracéet fra Havndal gennem Norup til Å Mølle ved Mariager Fjord, som ligger kun 2 km fra Norup.

## Kendte personer fra Norup
- Emmelie de Forest 1993-, sangerinde og vinder af Melodi Grand Prix 2013, har gået på Vindblæs Friskole